# Греъм Мур
Греъм Мур (на английски: Graham Moore) е американски сценарист, режисьор и писател на произведения трилър и исторически роман.

## Биография и творчество
Греъм Мур е роден на 18 октомври 1981 г. в Чикаго, Илинойс, САЩ. Баща му, Гари Мур, е застрахователен адвокат, а майка му, Сюзън Шер, работи за Чикагския университет. Майка му преди е била главен адвокат на Чикаго и началник на кабинета на първата дама Мишел Обама. Родителите му се развеждат, когато той е малък. Доведеният му баща, Нийл Коен, е съдия в окръжния съд Кук. Израства в северната част на града. Възпитан като евреин, завършва през 1999 г. лабораторните училища на Чикагския университет. През 2003 г. получава бакалавърска степен по религиозна история от Колумбийския университет.
След дипломирането си, първо прави музикално студио, а после започва да работи като сценарист за Бен Епщайн. Един от ранните му сценарии е за краткия телевизионен сериал „10 неща, които мразя в теб“, от 2010 г. 
Първият му роман „Шерлокианецът“ е издаден през 2010 г. В историята литературният изследовател Харолд Уайт става член на обществото на ентусиастите на Шерлок Холмс и се включва в търсенето на изчезналия дневник на писателя Артър Конан Дойл, който е от времето когато той е „убил“ героя си и после го е „възкресил“ (1901 – 1903). Но когато водещият световен учен Дойлин е намерен убит, Харолд трябва да използва мъдрост и методи, събрани от безброй детективски истории, за да разреши случаите. Романът става бестселър в списъка на „Ню Йорк Таймс“ и го прави известен.
Автор е на адаптирания сценарий за успешния филм от 2014 г. „Игра на кодове“ (с Бенедикт Къмбърбач и Кийра Найтли), базиран на биографията „Алън Тюринг: Енигмата“ от Андрю Ходжис. Сценарият му получава множество номинации, като печели наградата „Оскар“, наградата на БАФТА и наградата „Сателит“, и др.
През 2016 г. е издаден романът му „Последните дни на нощта“. Историята се развива през 1888 г. в Ню Йорк, като се фокусира върху разгорещеното съперничество между Томас Едисън и Джордж Уестингхаус по време на появата на електричеството и правото за електрифицирането на страната, и е разказан чрез очите на адвоката на Уестингхаус, младият Пол Кревът. Книгата е адаптирана от него и като сценарий за филм.
През 2022 г. Греъм Мур дебютира като режисьор с филма „Облеклото“ (The Outfit), психологически криминален драматичен трилър с участието на Марк Рейланс и Зоуи Дойч.
Греъм Мур живее със семейството си в Лос Анджелис, Калифорния.

## Произведения

### Самостоятелни романи
- The Sherlockian (2010) – издаден и като The Holmes Affair[1][2][3]
- The Last Days of Night (2016)
Последните дни на нощта, изд.: Orange Books, София (2019), прев. Богдан Русев
- The Holdout (2020)

### Екранизации
- 2005 Pirates vs. Ninjas
- 2008 The Waiting Room
- 2010 10 Things I Hate About You – тв сериал, 1 епизод
- 2014 Игра на кодове, The Imitation Game – награди за най-добър адаптиран сценарий
- 2022 The Outfit – режисьор